# Johnson comedor de fígado
John "Liver-Eating" Johnson ("comedor de fígado" em tradução literal), nascido John Jeremiah Garrison Johnston (1 de julho de 1824 – 21 de janeiro de 1900), foi um montanhês do Velho Oeste americano.

## Biografia
Johnson é dito ter nascido com o sobrenome Garrison, na área de Hickory Tavern, perto de Pattenburg, Nova Jersey. Durante a Guerra Mexicano-Americana, ele serviu em um navio de combate. Após agredir um oficial, desertou, mudou seu nome para John Johnston e partiu para o oeste para tentar a sorte na busca por ouro em Alder Gulch, no Território de Montana. Ele também se tornou um "woodhawk", fornecendo lenha para os barcos a vapor.
Rumores e lendas sobre Johnson são comuns. Talvez o mais importante deles seja que, em 1847, sua esposa, membro da tribo indígena Flathead, foi morta por um jovem bravo da tribo Crow e seus companheiros caçadores, o que o levou a embarcar em uma vingança contra a tribo. De acordo com o historiador Andrew Mehane Southerland, "supostamente ele matou e escalpelou mais de 300 índios Crow e então devorou seus fígados" para vingar a morte de sua esposa, e "à medida que sua reputação e coleção de escalpos cresciam, Johnson se tornou objeto de medo".
Relatos dizem que ele cortava e comia o fígado de cada Crow morto. Isso levou ao seu apelido de "Johnson Comedor de Fígados". Uma história atribuída a Johnson (enquanto outras fontes a atribuem a Boone Helm) é que, durante uma viagem de mais de 800 km no inverno para vender uísque para seus parentes Flathead, ele foi emboscado por um grupo de guerreiros Blackfoot. Os Blackfoot planejavam vendê-lo para os Crow, seus inimigos mortais. Ele foi despido até a cintura, amarrado com tiras de couro e colocado em uma tenda com um guarda. Johnson conseguiu romper as correias. Em seguida, nocauteou o guarda com um chute, pegou sua faca e escalpelou-o. Ele escapou para a floresta e fugiu para a cabana de Del Gue, seu parceiro de armadilhas, uma jornada de cerca de 320 km.
Eventualmente, Johnson fez as pazes com os Crow, que se tornaram "seus irmãos", e sua vingança pessoal contra eles finalmente terminou após 25 anos e dezenas de guerreiros Crow mortos. No entanto, o Oeste ainda era muito violento e territorial, especialmente durante as Guerras das Planícies Indianas do século XIX. Muitos outros índios de diferentes tribos, especialmente, mas não limitados aos Sioux e Blackfoot, conheceriam a ira do "Dapiek Absaroka", o matador de Crows, e seus companheiros homens das montanhas.

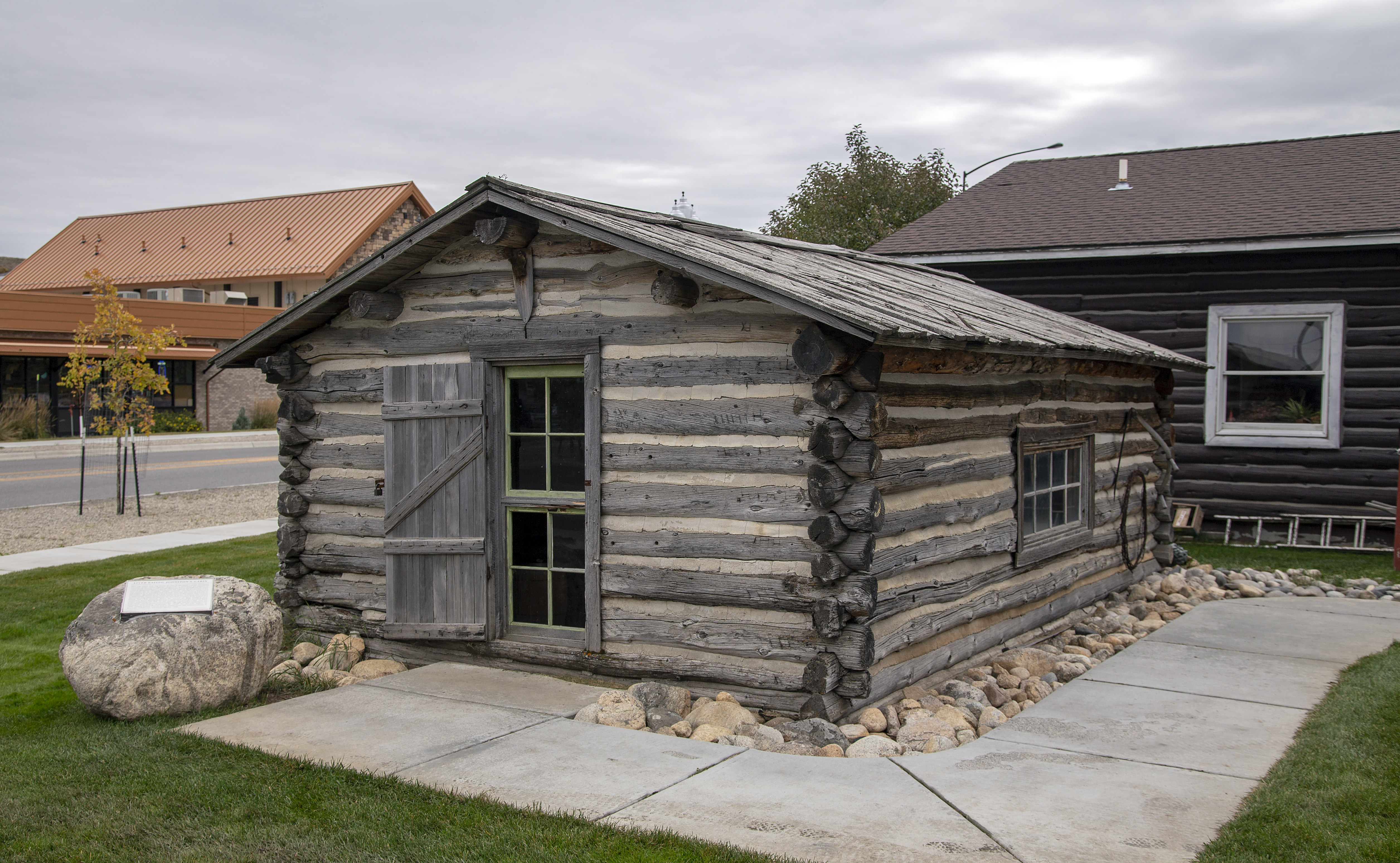
A cabana habitada por Johnson na década de 1880 em Montana, mudou-se para Red Lodge, Montana e está em exibição no escritório de turismo de Red Lodge.

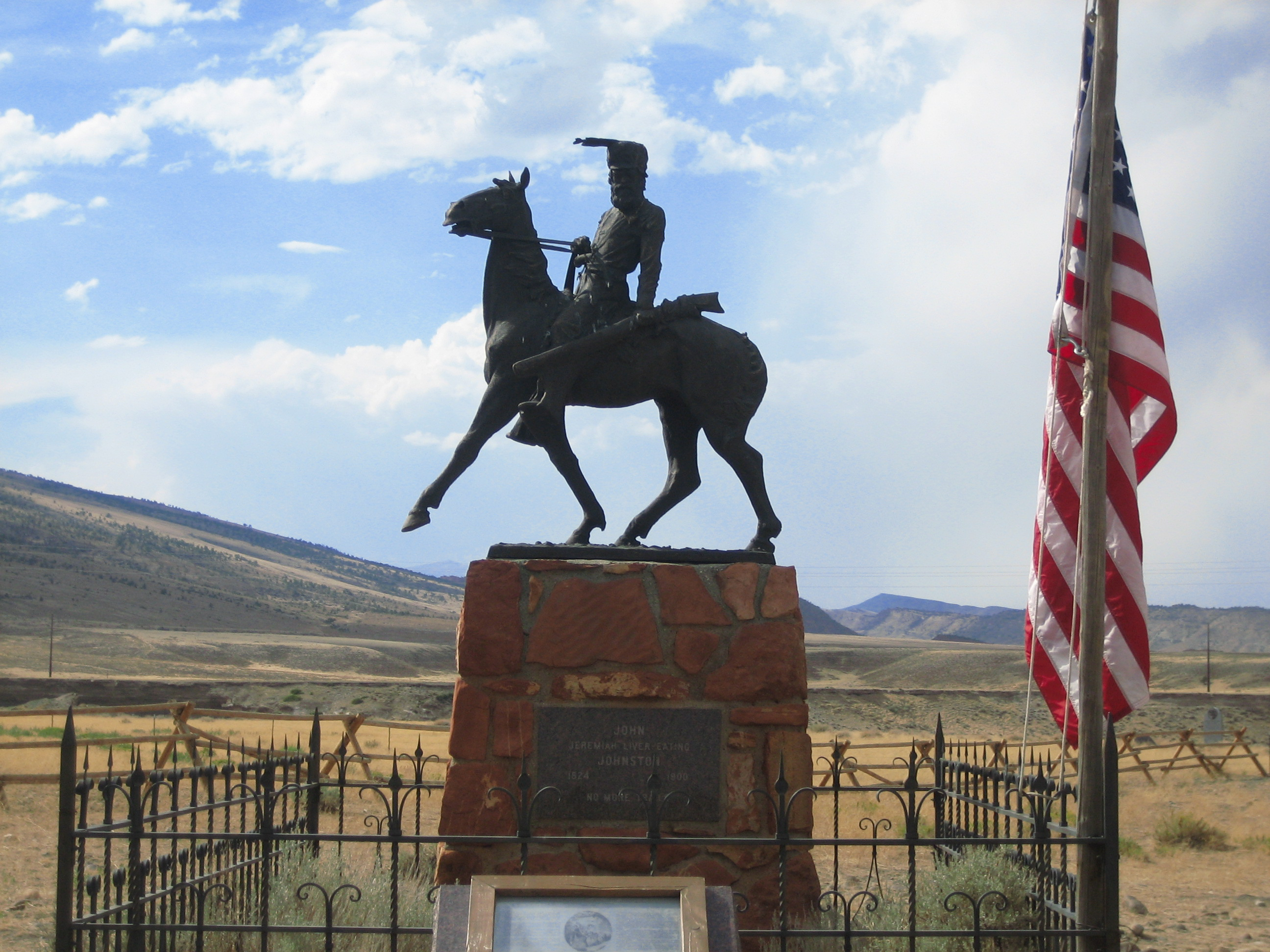
Estátua de bronze de Liver-Eating Johnson erguida sobre seu túmulo em Old Trail Town em Cody, Wyoming.

Johnson ingressou na Companhia H, 2º Regimento de Cavalaria do Colorado, do Exército da União, em St. Louis, em 1864, como soldado raso, e foi licenciado com honra no ano seguinte. Durante a década de 1880, foi nomeado xerife adjunto em Coulson, Montana, e marechal da cidade em Red Lodge, Montana. Em sua vida, ele foi marinheiro, explorador, soldado, garimpeiro de ouro, caçador, armadilheiro, fornecedor de lenha, vendedor de uísque, guia, condestável e construtor de cabanas, aproveitando qualquer fonte de trabalho que lhe proporcionasse renda.
Sua residência final foi em um lar de veteranos em Santa Mônica, Califórnia, onde faleceu em 21 de janeiro de 1900. Seu corpo foi enterrado em um cemitério de veteranos em Los Angeles. No entanto, em 1974, após uma campanha de seis meses liderada por 25 estudantes da sétima série e seu professor, os restos mortais de Johnson foram transferidos para Cody, Wyoming. Seu epitáfio diz "Nenhuma Trilha a Mais".
Johnson é tema de várias obras e estudos históricos, incluindo artigos como "In League with the Devil: Boone Helm and 'Liver-Eatin' Johnston" de Jon Axline, e "Perceptions of a Mountain Man: John 'Jeremiah Liver-Eating' Johnston at Old Trail Town, Cody, Wyoming" de Nathan E. Bender. Sua vida continua sendo um dos muitos aspectos fascinantes da história do Oeste Americano.
Jeremiah Johnson é um filme de 1972 de Sydney Pollack estrelado por Robert Redford retratando sua vida.

## Lista de leitura
- Jon Axline, "In League with the Devil: Boone Helm and 'Liver-Eatin' Johnston'", em Still Speaking Ill of the Dead: More Jerks in Montana History, editado por Jon Axline e Jodie Foley. Guilford, Connecticut e Helena, Montana: Two Dot, Globe Pequot Press, 2005.
- Nathan E. Bender, "Percepções de um Homem da Montanha: John "Jeremiah Liver-Eating" Johnston em Old Trail Town, Cody, Wyoming." The Rocky Mountain Fur Trade Journal v.1 (2007): 93-106. Publicado pelo Museu do Homem da Montanha, Pinedale, Wyoming.
- Nathan E. Bender, "A Vingança do Escoteiro Abandonado: Origens da Saga Assassina do Corvo de Johnson Comedor de Fígado," Annals of Wyoming v. 78 n. 4 (Outono de 2006): 2-17. Publicado pela Wyoming State Historical Society.
- Nathan E. Bender, "A Hawken Rifle and Bowie Knife of John 'Liver-Eating' Johnson," Arms & Armour: Journal of the Royal Armouries, v. 3 n. 2 (outubro de 2006): 159-170.
- William T. Hamilton, Journal of a Mountaineer editado por Douglas W. Ellison, Western Edge Book Distributing: Medora, ND, 2010
- Jim Annin, They Gazed on the Beartooths, v. 2 (1964): 225-227
- McLelland, Dennis J., "A Fúria Vingadora das Planícies: John Liver Eating Johnston ", Infinity PublishingISBN 978-0741445278, 2008
- Os famosos americanos de Felton & Fowler que você nunca soube que existiam, de Bruce Felton e Mark Fowler, Stein and Day, 1979ISBN 978-0812825114
- As vidas sem fim de Johnson comedor de fígado por DJ Herda (2019). Livros DOISISBN 978-1493038251